# Zeewolde

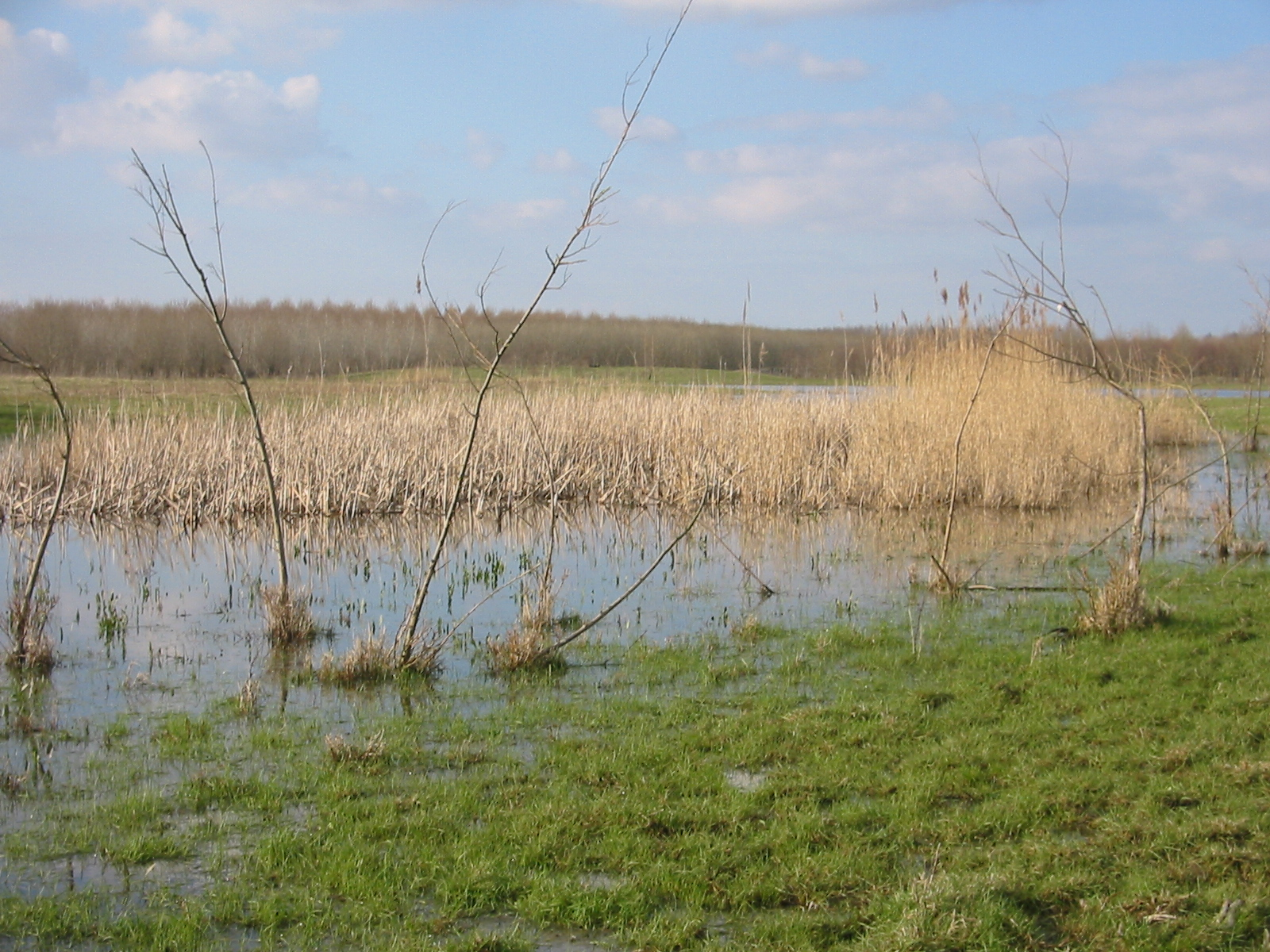
Horsterwold

Zeewolde (anhörenⓘ) ist eine Gemeinde im Süden der niederländischen Provinz Flevoland mit 24.296 Einwohnern (Stand 1. Januar 2025) und einer Fläche von 269 km². Zeewolde ist stark von der Landwirtschaft auf dem fruchtbaren Polderboden geprägt und seit 1984 eine eigenständige Gemeinde. Es ist damit eines der jüngsten Dörfer der Niederlande.
In der Nähe von Zeewolde liegen der Mittelwellensender Flevo und der Kurzwellensender Flevo.
Beim Ort Harderhaven haben die niederländischen Pfadfinder einen Lagerplatz.
Im Jahr 1998 wurde der nahe gelegene Windpark Eemmeerdijk errichtet.
Seit 1999 befindet sich in Zeewolde die Fertigungsstätte der Firma Spyker. 
Am 26. August 2022 wurde der Windpark Zeewolde eröffnet. 83 Windkraftanlagen haben zusammen eine Nennleistung von 320 MW.

## Name
Zeewolde hätte ursprünglich östlich von Lelystad auf dem Polder Östliches Flevoland entstehen sollen. Für die dort geplanten Dörfer ermittelte eine eingesetzte Fachkommission historische Ortsnamen aus dieser Gegend. So finden sich zwei Namen von längst nicht mehr existierenden Orten in einem Dokument von 793 n. Chr. „in silva que dicitur Seawald sive Swifterbant“, woraus man die Namen Swifterbant und Zeewolde ableitete. Da Zeewolde, im Gegensatz zu Swifterbant, nie auf dem ersten Polder gebaut wurde, verwendete man den Namen für den zweiten Ort auf Südflevoland.

## Politik

### Gemeinderat
Der Gemeinderat wird seit der Gemeindegründung folgendermaßen gebildet:
| Partei                    | Sitze | Sitze | Sitze | Sitze | Sitze | Sitze | Sitze | Sitze | Sitze | Sitze | Sitze |
| Partei                    | 1983  | 1986  | 1990  | 1994  | 1998  | 2002  | 2006  | 2010  | 2014  | 2018  | 2022  |
| ------------------------- | ----- | ----- | ----- | ----- | ----- | ----- | ----- | ----- | ----- | ----- | ----- |
| Leefbaar Zeewolde         | –     | –     | –     | –     | 5     | 5     | 4     | 7     | 6     | 5     | 10    |
| ChristenUnie              | –     | –     | –     | –     | –     | 3     | 3     | 2     | 3     | 3     | 4     |
| VVD                       | 4     | 3     | 4     | 5     | 3     | 3     | 4     | 4     | 3     | 3     | 2     |
| CDA                       | 5     | 4     | 3     | 3     | 2     | 3     | 3     | 2     | 2     | 2     | 1     |
| Actief Zeewolde a         | –     | –     | –     | –     | –     | –     | –     | –     | –     | –     | 1     |
| D66                       | –     | –     | 2     | 3     | 0     | –     | –     | 1     | 2     | 2     | 1     |
| PvdA                      | –     | –     | –     | 2     | 2     | 2     | 3     | 2     | 1     | 2     | –     |
| GroenLinks                | –     | –     | –     | –     | –     | 0     | 3     | 2     | 1     | 2     | –     |
| Zeewolde Liberaal a       | –     | –     | –     | –     | –     | –     | –     | –     | 1     | 1     | –     |
| BurgerBelang Zeewolde a b |       |       |       |       |       |       | 0     | 1     | 1     | 1     | –     |
| LPF                       | –     | –     | –     | –     | –     | –     | 0     | –     | –     | –     | –     |
| Ons Zeewolde              | –     | –     | –     | –     | –     | –     | 0     | –     | –     | –     | –     |
| Zeewolde Partij b         | –     | –     | –     | –     | 3     | 1     | –     | –     | –     | –     | –     |
| SGP                       | 1     | 1     | 1     | 2     | 2     | –     | –     | –     | –     | –     | –     |
| RPF                       | 1     | 1     | 1     | 2     | 2     | –     | –     | –     | –     | –     | –     |
| GPV                       | 1     | 1     | 1     | 2     | 2     | –     | –     | –     | –     | –     | –     |
| Progressief Zeewolde      | 1     | 3     | 3     | –     | –     | –     | –     | –     | –     | –     | –     |
| Gesamt                    | 11    | 11    | 13    | 15    | 17    | 17    | 17    | 19    | 19    | 19    | 19    |

Anmerkungen

### Bürgermeister und Beigeordnete
Die Koalition besteht in der Legislaturperiode 2018–2022 aus CDA, ChristenUnie, Leefbaar Zeewolde und VVD. Folgende Personen gehören zum Kollegium:
| Funktion         | Name              | Partei            | Anmerkung                       |
| ---------------- | ----------------- | ----------------- | ------------------------------- |
| Bürgermeister    | Bram Harmsma      | VVD               | seit dem 15. Januar 2025 im Amt |
| Beigeordnete     | Winnie Prins      | Leefbaar Zeewolde | erste Beigeordnete              |
| Beigeordnete     | Wim van der Es    | VVD               | zweiter Beigeordnete            |
| Beigeordnete     | Egge Jan de Jonge | CDA               | dritter Beigeordnete            |
| Beigeordnete     | Ewout Suithoff    | ChristenUnie      | vierter Beigeordnete            |
| Gemeindesekretär | Rob van Nunspeet  | —                 | seit Mai 2001 im Amt            |

## Persönlichkeiten

### Ehrenbürger
- Irma Heeren (* 1967), Triathletin und Leichtathletin

### Söhne und Töchter der Gemeinde
- Julia van Bergen (* 1999), Sängerin